# Le Mesnillard
Le Mesnillard és un municipi francès situat al departament de la Manche i a la regió de Normandia. L'any 2007 tenia 280 habitants.

## Demografia

### Població
El 2007 la població de fet de Le Mesnillard era de 280 persones. Hi havia 128 famílies de les quals 40 eren unipersonals (16 homes vivint sols i 24 dones vivint soles), 56 parelles sense fills i 32 parelles amb fills.
La població ha evolucionat segons el següent gràfic:
Habitants censats

### Habitatges
El 2007 hi havia 149 habitatges, 127 eren l'habitatge principal de la família, 11 eren segones residències i 12 estaven desocupats. 148 eren cases i 1 era un apartament. Dels 127 habitatges principals, 100 estaven ocupats pels seus propietaris, 25 estaven llogats i ocupats pels llogaters i 2 estaven cedits a títol gratuït; 6 tenien dues cambres, 28 en tenien tres, 31 en tenien quatre i 62 en tenien cinc o més. 115 habitatges disposaven pel capbaix d'una plaça de pàrquing. A 59 habitatges hi havia un automòbil i a 53 n'hi havia dos o més.

### Piràmide de població
La piràmide de població per edats i sexe el 2009 era:
| Homes | Edats   | Dones |
| ----- | ------- | ----- |
| 0     | 95 o +  | 0     |
| 0     | 90 a 94 | 0     |
| 4     | 85 a 89 | 8     |
| 4     | 80 a 84 | 4     |
| 8     | 75 a 79 | 8     |
| 16    | 70 a 74 | 28    |
| 16    | 65 a 69 | 4     |
| 8     | 60 a 64 | 12    |
| 4     | 55 a 59 | 0     |
| 4     | 50 a 54 | 12    |
| 16    | 45 a 49 | 0     |
| 8     | 40 a 44 | 8     |
| 8     | 35 a 39 | 4     |
| 8     | 30 a 34 | 8     |
| 12    | 25 a 29 | 8     |
| 4     | 20 a 24 | 0     |
| 4     | 15 a 19 | 0     |
| 4     | 10 a 14 | 8     |
| 4     | 5 a 9   | 4     |
| 4     | 0 a 4   | 4     |

## Economia
El 2007 la població en edat de treballar era de 150 persones, 106 eren actives i 44 eren inactives. De les 106 persones actives 104 estaven ocupades (61 homes i 43 dones) i 2 estaven aturades (2 dones i 2 dones). De les 44 persones inactives 24 estaven jubilades, 12 estaven estudiant i 8 estaven classificades com a «altres inactius».

### Ingressos
El 2009 a Le Mesnillard hi havia 120 unitats fiscals que integraven 274 persones, la mediana anual d'ingressos fiscals per persona era de 13.787,5 €.

### Activitats econòmiques
Dels 3 establiments que hi havia el 2007, 1 era d'una empresa de fabricació d'altres productes industrials, 1 d'una empresa de construcció i 1 d'una empresa de serveis.
L'any 2000 a Le Mesnillard hi havia 36 explotacions agrícoles que ocupaven un total de 640 hectàrees.

## Equipaments sanitaris i escolars
El 2009 hi havia una escola elemental integrada dins d'un grup escolar amb les comunes properes formant una escola dispersa.

## Poblacions més properes
El següent diagrama mostra les poblacions més properes.